# (35650) 1998 MD11
1998 MD11 (asteroide 35650) é um asteroide da cintura principal. Possui uma excentricidade de 0.10620370 e uma inclinação de 10.88326º.
Este asteroide foi descoberto no dia 19 de junho de 1998 por LINEAR em Socorro.